# 学校法人緑ケ岡学園
学校法人緑ケ岡学園（がっこうほうじんみどりがおかがくえん）とは、北海道釧路市緑ケ岡1丁目10番地42号に本部をおく日本における学校法人の一つである。

## 沿革
- 1964年（昭和39年）
  - 1月25日 - 釧路の財界人である小船井武次郎によって設立認可。
  - 4月1日 - 釧路女子短期大学（家政科）を開設。釧路女子短期大学附属高等学校を開設。
- 1965年（昭和40年）
  - 4月20日 - 緑ケ岡幼稚園（個人立幼稚園）を開設。
- 1966年（昭和41年）
  - 9月15日 - 学園歌を制定。（作詞:藤浦洸、作曲:古関裕而）
- 1967年（昭和42年）
  - 3月13日 - 緑ケ岡幼稚園を釧路女子短期大学附属幼稚園と改称。
- 1973年（昭和48年）
  - 4月1日 - 釧路女子短期大学を釧路短期大学と改称し、男女共学制を実施。釧路女子短期大学附属高等学校を釧路短期大学附属高等学校と改称し、男女共学制を実施。釧路女子短期大学附属幼稚園を釧路短期大学附属幼稚園と改称。創立記念日を6月20日と制定。
- 1974年（昭和49年）
  - 4月1日 - 釧路短期大学附属幼稚園教諭養成所を開設。
- 1975年（昭和50年）
  - 4月1日 - 釧路短期大学附属幼稚園教諭養成所を釧路短期大学附属幼稚園教諭･保母養成所と改称。
- 1979年（昭和54年）
  - 4月1日 - 釧路短期大学の家政科を生活科学科と改称。
- 1980年（昭和55年）
  - 4月1日 - 釧路短期大学が幼児教育学科を新設。
- 1981年（昭和56年）
  - 3月31日 - 釧路短期大学附属幼稚園教諭･保母養成所が閉校。
- 1988年（昭和63年）
  - 4月1日 - 釧路短期大学生涯教育センターを開設。
- 1989年（平成元年）
  - 4月1日 - 釧路情報処理専門学校（情報系学科）を開設。
- 1991年（平成3年）
  - 4月1日 - 釧路短期大学附属高等学校を釧路緑ケ岡高等学校と改称。
- 1996年（平成8年）
  - 4月1日 - 釧路情報処理専門学校を釧路情報ビジネス専門学校と改称。経営ビジネス科を新設。
- 2004年（平成16年）
  - 4月1日 - 釧路緑ケ岡高等学校を武修館高等学校と改称。学校法人日栄学園を吸収合併。
- 2005年（平成17年）
  - 4月1日 - 武修館中学校を開設。釧路情報ビジネス専門学校と日栄綜合技術専門学校を統合して釧路福祉・情報専門学校と改称。
- 2012年（平成24年）
  - 4月1日 - 釧路福祉・情報専門学校を専門学校釧路ケアカレッジと改称。
- 2018年（平成30年）
  - 3月31日 - 専門学校釧路ケアカレッジを閉校[1]。
- 2025年（令和7年）
  - 3月15日 - 武修館中学校を閉校[2]。

## 歴代の理事長
- 初代理事長 岡野佐太二 （1964年1月25日 - 8月5日）
- 2代目理事長 佐々木正雄 （1964年8月6日 - 1971年11月8日）
- 3代目理事長 渡部五郎 （1971年11月9日 - 1974年3月21日）
- 4代目理事長 小船井武次郎 （1974年3月22日 - 1998年1月26日）
- 5代目理事長 小船井修一 （1998年1月27日 - 2009年3月31日）
- 6代目理事長 西塔正一 （2009年4月1日 - 2015年5月31日）
- 7代目理事長 中島太郎 （2015年6月1日 - 現在）

## 設置校

### 現在設置している学校
- 社会福祉法人釧路緑ケ岡学園福祉会
- 釧路短期大学
- 武修館高等学校
- 釧路短期大学附属幼稚園
- 釧路短期大学附属図書館

### かつて設置していた学校
- 釧路短期大学附属幼稚園教諭･保母養成所
- 釧路情報ビジネス専門学校
- 日栄綜合技術専門学校
- 専門学校釧路ケアカレッジ
- 武修館中学校